# 航天飞机轨道器
航天飞机轨道器是美国航天飞机的組成部分，是一個可重複使用的軌道太空飛機系統，該航天器由NASA於1981-2011年運營，轨道器可将乘员和载荷送往地球轨道，进入在轨运行，并重返大气层，最后滑翔降落，将乘员和某些载荷送回地球。
轨道器既是航天器也是火箭，但三台主发动机的推进剂来自外部不可重用的外储箱，两台可回收的固体助推器在上升段前两分钟内提供辅助推力，共同組成太空運輸系統（STS）。

## 描述
轨道器类似于一架双三角翼飞机，机翼前缘内侧后掠81°，外侧后掠45°。垂直安定面后掠45°。机翼尾缘有四个升降副翼。垂直安定面尾缘上的舵/减速器和襟翼控制轨道器的返回和着陆。尺寸约等于麦道的DC-9。
轨道器成员舱由三部分组成：飞行甲板，中层甲板，生活区。最上面是飞行甲板，有供机长和驾驶员坐的位置，其后是两名任务专家。中层甲板在飞行甲板之下，多出三个座椅供其余乘员坐。食物舱，厕所，睡眠设备，储存室以及供乘员出入轨道器的侧舱门都在中层甲板。一侧还有气阀舱门，气阀舱另一端通向载荷舱，可容许两名宇航员在其中更换舱外机动装置(EMU)，减压后进行太空行走。
轨道器中段是一个60×15 英尺（18 m × 4.6 m）的载荷舱，载荷舱门的内侧装有散热器，因此轨道器在轨时，舱门保持开放状态。调整轨道器相对于太阳和地球的位置也是一种热控制措施。载荷舱内有遥控机械手系统（别名加拿大臂），用于取放和展开载荷。哥伦比亚号事故之前，机械臂只在有任务要求时使用，而从那以后，机械臂担负起每次在轨飞行检查轨道器隔热系统的重任。载荷舱下部有三块燃料电池，它们消耗轨道器上的液氢和液氧，提供从起飞到着落的电能。
三台航天飞机主发动机（SSME）呈三角形安置在轨道器机尾，主发动机可向上下旋转10.5°，向左右旋转8.5°，起到在上升段改变推力方向，引导航天飞机的作用。机尾还有三套由联氨驱动涡轮泵工作的辅助动力系统，该系统输出液压，转动主发动机，控制气动舵面，展开起落架。
两个轨道机动系统（OMS）推力器安装在机尾两个独立舱内，分置垂直安定面两侧。轨道机动系统为粗略轨道机动提供主推力，包括：入轨，轨道圆化，轨道转移，轨道集合，离轨，异常机动模式。.
反推力系统(RCS)由44个小推力器组成，在入轨，在轨和再入时为轨道器提供姿态控制，绕轴旋转和平移动力。前部RCS位于端头罩附近，由12个主推力器和2个微调推力器组成。尾部RCS在轨道机动推力器舱内，也含12个主推力器，2个微调推力器。反推力系统为轨道器靠近，停靠和离开国际空间站提供位移微调。
隔热系统(TPS)覆盖在轨道器外表面，保护轨道器可经受在太空中最低-121 °C (-250 °F)至再入时最高1649 °C (3000 °F)。
轨道器主体结构由铝合金制成，发动机受力结构由钛合金制成。舷窗由硅酸铝和融化石英制成，中间夹有7.6厘米厚的透明气压层，外部还是隔热层。 舷窗上的色彩采用了和联邦储备券（即美元）相同的油墨。.
轨道器着陆时没有防撞闪光灯，着陆灯和导航灯。但跑道被地面聚光灯照明。

## 数据
(数据来自奋进号, OV-105)
- 长度: 122.17 ft (37.24 m)
- 翼展: 78.06 ft (23.79 m)
- 高度: 58.58 ft (17.25 m)
- 空重: 151,205 lbs (68,586.6 kg)
- 起飞总重: 240,000 lbs (109,000 kg)
- 最大着落重量: 230,000 lbs (104,000 kg)
- 发动机: 三台主发动机，每台海平面推力393,800 lbf (178,624 kgf / 1.75MN)
- 最大载荷: 55,250 lb (25,061.4 kg)
- 载荷舱尺寸: 15 ft × 60 ft (4.6 m× 18.3 m)
- 工作高度: (185 至 1,000 km)
- 速度: 25,404 ft/s (7,743 m/s, 27,875 km/h, 17,321 mph)
- 成员: 6-7 (机长，驾驶员，4-5名任务专家/载荷专家)，最少两人（机长和驾驶员）
- 成员舱空间: 66 立方米 (含内部气阀舱空间) 或 74立方米 (含外部气阀舱空间)

## 飞行

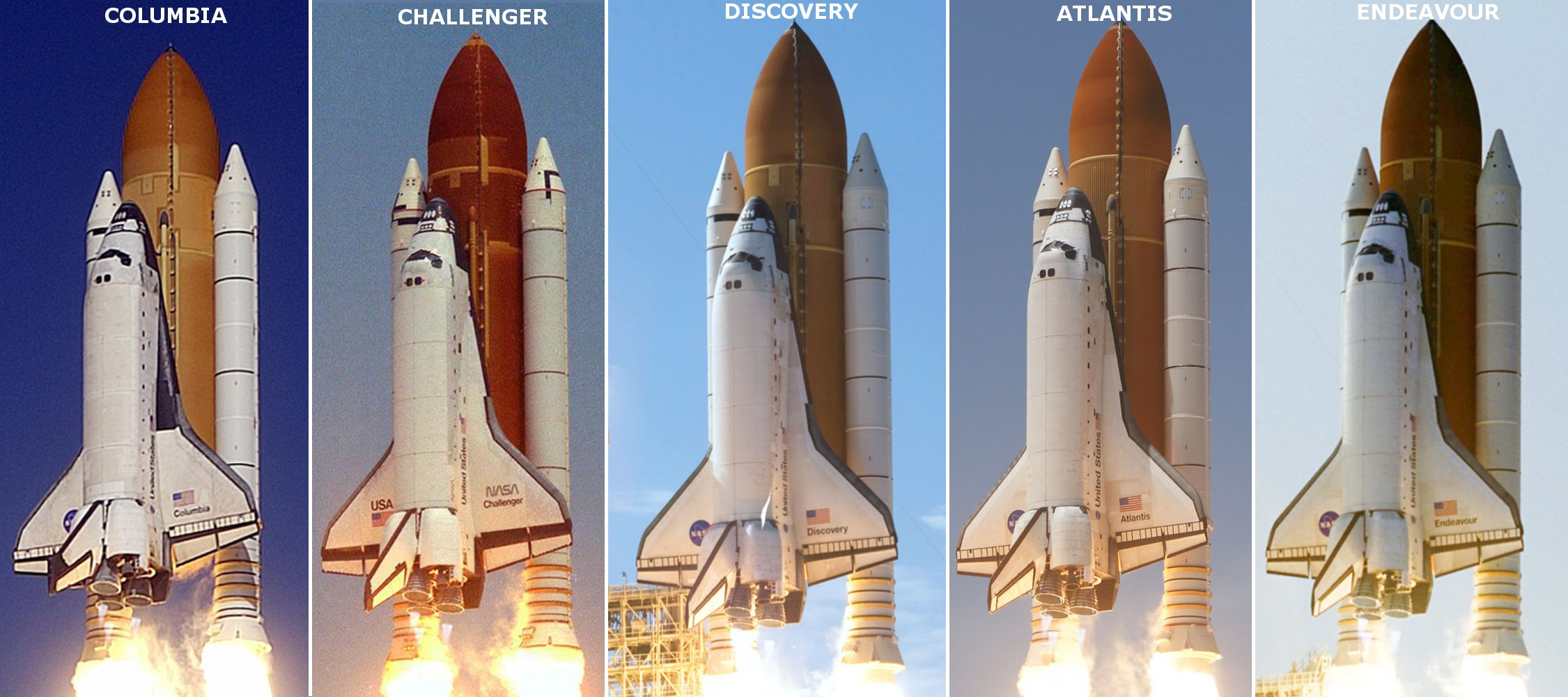
从左至右：哥伦比亚号，挑战者号，发现号，亚特兰蒂斯号，奋进号

每个轨道器都有类似给船舶命名的方式所确定的“名称”，也有根据NASA轨道器命名系统而确定的“编号”。尽管各个轨道器外观极为相似，它们内部却有细小区别，比如维护时安装一些新设备，制造较晚的结构重量较轻。
| 测试体   | 测试体       | 测试体                                         | 测试体 |
| 编号     | 名称         | 注释                                           |        |
| -------- | ------------ | ---------------------------------------------- | ------ |
| OV-098   | 开路者号     | 用于测试的轨道器模拟器                         |        |
| MPTA-098 | N/A          | 测试推进和燃料供给的测试体                     |        |
| STA-099  | N/A          | 用于应力和热测试的测试飞机，即后来的“挑战者号” |        |
| OV-101   | 企业号       | 用于进场着陆测试，不能作航天飞行               |        |
| 轨道器   |              |                                                |        |
| 编号     | 名称         | 注释                                           |        |
| OV-099   | 挑战者号     | 起飞后解体 - 1986年1月28日                     |        |
| OV-102   | 哥伦比亚号   | 返回时解体 - 2003年2月1日                      |        |
| OV-103   | 发现号       | 首飞于1984年8月30日                            |        |
| OV-104   | 亚特兰蒂斯号 | 首飞于1985年10月3日                            |        |
| OV-105   | 奋进号       | 首飞于1992年5月7日                             |        |

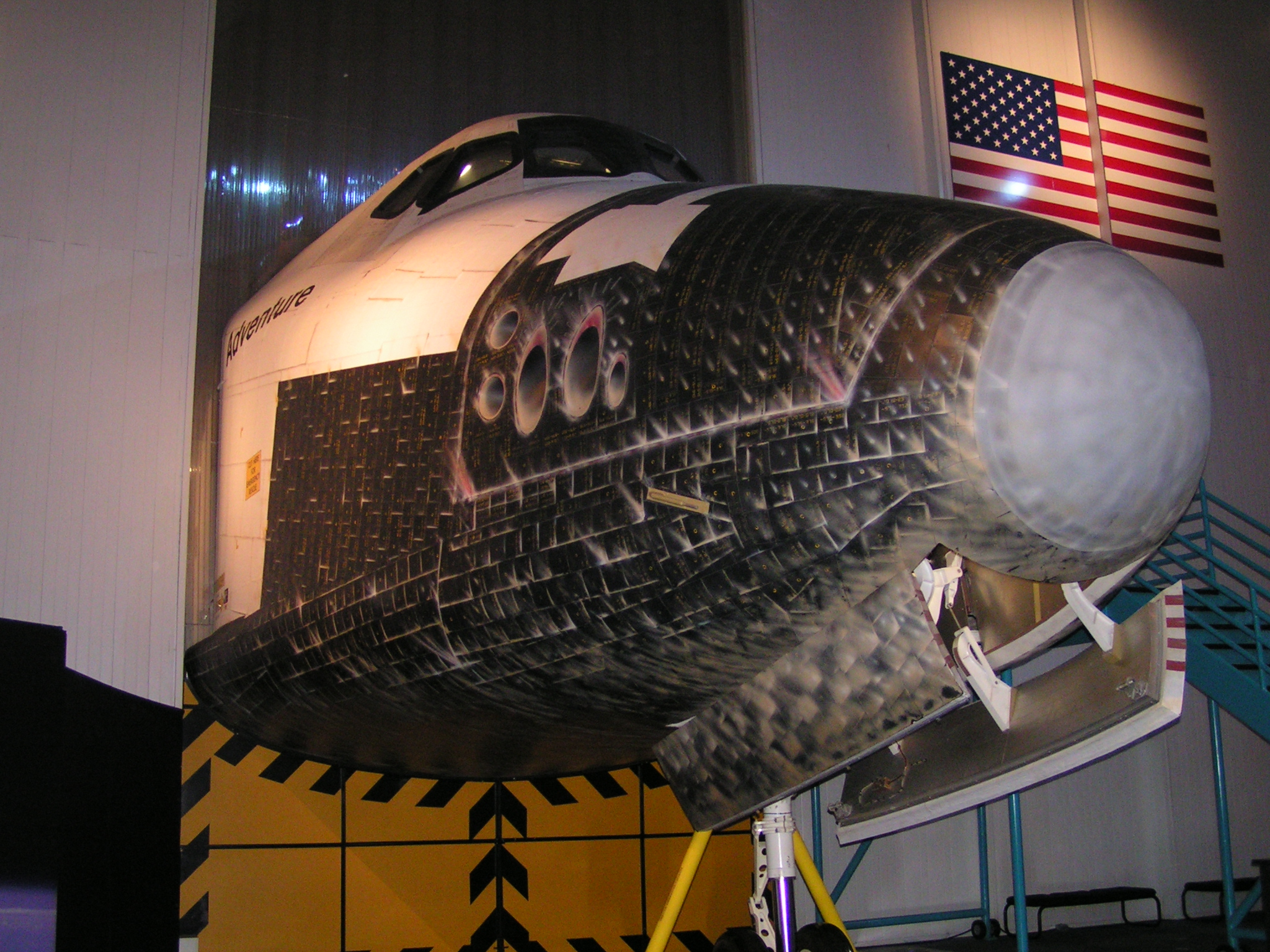
陈列于休斯顿航天中心的冒险号

- 企业号是用于测试轨道器在大气中飞行的原型。目前陈列于位于杜勒斯国际机场的史密森尼国立航空航天博物馆的史蒂文·乌德沃尔哈齐中心[6]
- 哥伦比亚号首飞于1981年4月12日，2003年2月1日在执行第28次任务返航时空中解体。
- 挑战者号首飞于1983年4月4日，1986年1月28日在执行第10次任务升空73秒后爆炸。
- 发现号首飞于1984年8月30日，已执行39次任务。于2011年退役。
- 亚特兰蒂斯号首飞于1985年10月3日，目前已执行33次任务。于2011年退役。
- 奋进号首飞于1992年5月7日，已执行25次任务。于2011年退役。

除了用于测试和实际飞行的轨道器，美国各地还陈列有轨道器的实体模型：
- 探索号，轨道器全尺寸复制品，陈列于肯尼迪航天中心游客中心。
- 冒险号，轨道器中层甲板和飞行甲板的全尺寸模型，陈列于休斯顿航天中心。

- 美国号，整个航天飞机的全尺寸模型，陈列于一所主题公园。
- 开路者号，整个航天飞机全尺寸模型，陈列于阿拉巴马州亨茨维尔的太空营。

## 飞行数据
| 名称         | 飞行次数 | 飞行总时         | 轨道   | 最长飞行        | 首次飞行 | 首次飞行      | 最后飞行   | 最后飞行      | 和平号/国际空间站 停靠 |
| 名称         | 飞行次数 | 飞行总时         | 轨道   | 最长飞行        | 任务     | 日期          | 任务       | 日期          | 和平号/国际空间站 停靠 |
| ------------ | -------- | ---------------- | ------ | --------------- | -------- | ------------- | ---------- | ------------- | ---------------------- |
| 哥倫比亞號 × | 28       | 300d 17h 46m 42s | 4,808  | 17d 15h 53m 18s | STS-1    | 1981年4月13日 | STS-107 ×  | 2003年1月16日 | 0 / 0                  |
| 挑戰者號 ×   | 10       | 62d 07h 56m 15s  | 995    | 08d 05h 23m 33s | STS-6    | 1983年4月04日 | STS-51-L × | 1986年1月28日 | 0 / 0                  |
| 發現號       | 39       | 364d 22h 39m 29s | 5,830  | 15d 02h 48m 08s | STS-41-D | 1984年8月30日 | STS-133    | 2011年2月24日 | 1 / 13                 |
| 亞特蘭提斯號 | 33       | 306d 14h 12m 43s | 4,848  | 13d 20h 12m 44s | STS-51-J | 1985年10月3日 | STS-135    | 2011年7月08日 | 7 / 12                 |
| 奮進號       | 25       | 296d 03h 34m 02s | 4,677  | 16d 15h 08m 48s | STS-49   | 1992年5月07日 | STS-134    | 2011年5月16日 | 1 / 12                 |
| 总计         | 135      | 1330d 18h 9m 44s | 21,158 |                 |          |               |            |               | 9 / 37                 |

× 已損毁
- 太空梭任務列表
- 太空梭軌道器